# Marie Wittman
Marie "Blanche" Wittman (a menudo escrito Wittmann; 15 de abril de 1859) – 1913) fue una mujer francesa conocida como una de las pacientes de histeria de Jean-Martin Charcot. Fue institucionalizada en La Salpêtrière en 1877 y fue tratada por Charcot hasta su muerte en 1893. Más tarde se convirtió en asistente de radiología en el hospital, debido a un envenenamiento por radiación le amputaron los brazos.
Las técnicas de Charcot fueron controvertidas; sus críticos no se pusieron de acuerdo sobre si Wittman sufría ataques epilépticos, sufría de histeria colectiva como resultado de las condiciones en La Salpêtrière, o simplemente estaba fingiendo síntomas. Se la representa en Una lección clínica en la Salpêtrière (1887) y fue el tema de una novela de Per Olov Enquist de 2004.

## Biografía
Wittman nació en París el 15 de abril de 1859. Sobre sus primeros años solo se conoce por la información que proporcionó a Paul-Marie-Léon Regnard y Désiré-Magloire Bourneville en 1877. El padre de Wittman era un carpintero suizo; propenso a la ira, se volvió loco y fue internado en una institución. Su madre era una criada. Cinco de los ocho hermanos de Wittman murieron de epilepsia y convulsiones. A los 22 meses, se quedó sorda y muda después de sufrir convulsiones, pero recuperó el habla y la audición alrededor de los siete años.  Apenas asistía a la escuela por dificultades de aprendizaje y apenas sabía leer y escribir. Era propensa a ataques de ira, a lo que su madre respondía arrojándole agua.
A los 12 años, fue aprendiz de peletero. Sus ataques empeoraron, Wittman perdió el conocimiento y se orinó encima. Sin embargo, por lo general eran de noche, por lo que los mantuvo ocultos. Cuando tenía 13 años, el peletero le besaba cuando estaban solos e intentaba violarla. Sus ataques se hicieron más frecuentes, y comenzó a tener temblores, luego dijo que "Todo lo que tenía en mis manos se me escapaba". El peletero asumió que su torpeza era intencional; ella se escapó después de que él intentara golpearle.
Wittman se quedó con su madre y trabajó en una lavandería desde los 14 a los 15 años; durante ese tiempo tuvo "relaciones" con un joyero llamado Louis. Su madre murió cuando Wittman tenía 15 años; ella volvió a trabajar para el peletero. Los dos tenían sexo regularmente; después de ocho meses huyó con un amigo de su madre. Ocho días después ingresó a un hospital como empleada doméstica, donde inició una relación con un joven llamado Alphonse. Después de unos meses, pasaron una semana en el campo; a su regreso a París, buscó asilo en un convento de la Rue du Cherche-Midi. 
Aunque sus ataques ocurrieron principalmente de noche, Wittman fue despedida del convento después de rasgarse una prenda durante un ataque diurno. A menudo veía a Louis durante sus ataques. Encontró trabajo como sirvienta en La Salpêtrière, con la intención de ser ingresada en el hospital. Wittman ingresó como paciente en una sala de epilepsia el 6 de mayo de 1877, a la edad de 18 años.

### Tratamiento de Charcot

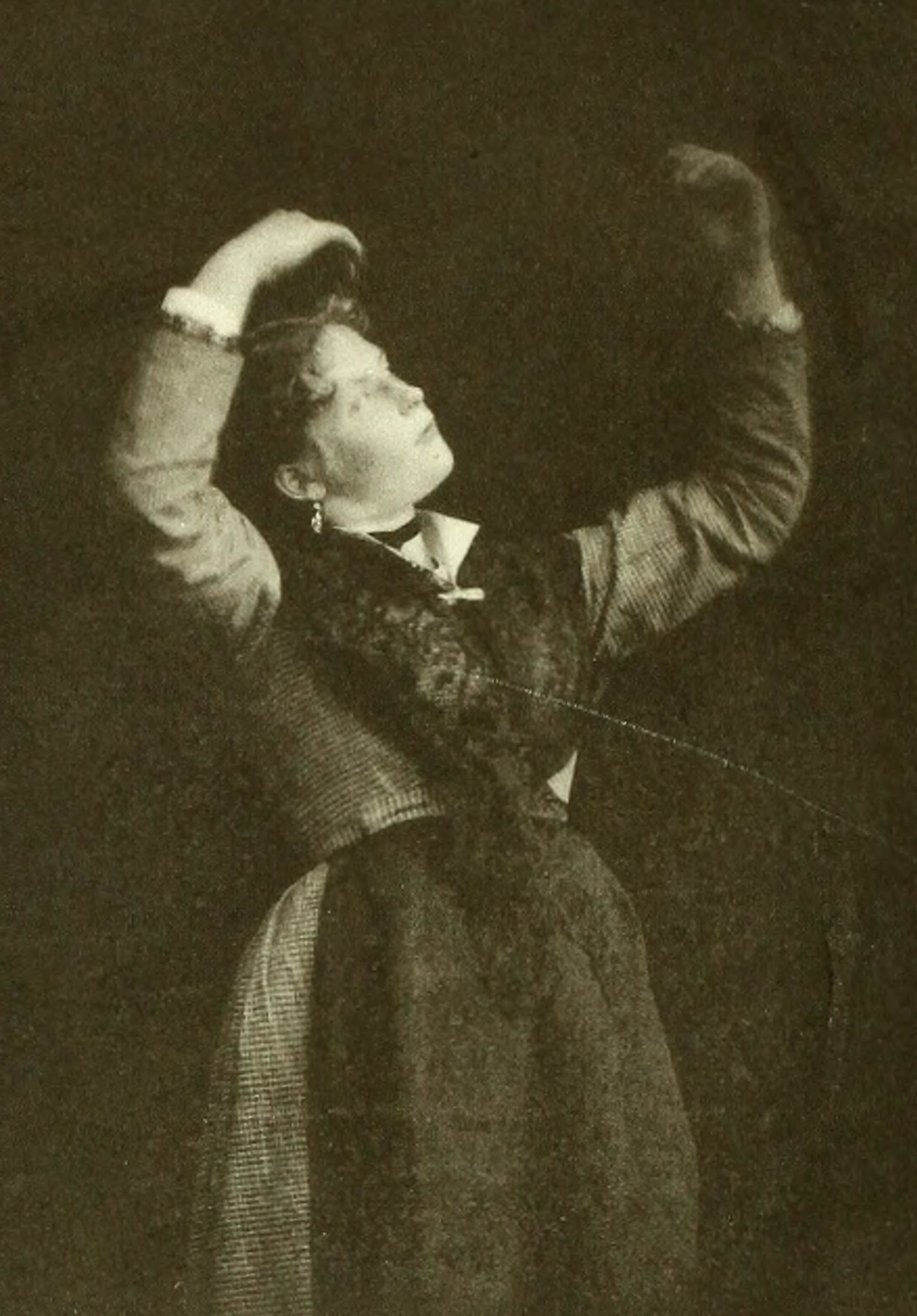
Wittman fotografiada en una pose cataléptica alrededor de 1880

Al ingresar, se descubrió que Wittman tenía entumecimiento parcial en el lado derecho y pérdida de sensibilidad en el brazo izquierdo, así como sensibilidad ovárica antes de los "ataques". Coleccionaba objetos, incluidas rosas artificiales y artículos religiosos, y usaba un escapulario. De inteligencia media, su memoria era buena, aunque creía que había disminuido durante el año anterior debido a su uso frecuente de éter. Pronto fue tratada por Jean-Martin Charcot, quien creía que tenía histeria. Sus ataques comenzaron siete días después de la admisión y duraban hasta varias horas, durante las cuales hacía movimientos rápidos, se ponía rígida y representaba escenas sexuales.  Siguieron tres etapas: epileptoide, período clonus generalizado y delirio, que Charcot identificó. Experimentaría rigidez generalizada con la extensión de las extremidades, flexión de los dedos y contracciones tetánicas, desviación de los ojos hacia abajo y espuma en la boca durante la etapa epileptoide. A esto le seguía un movimiento vertical y rítmico de la cabeza que golpeaba la almohada durante unos segundos en el período clonus. Murmuraba en un estado de delirio, pronunciando con frecuencia "Blanche" (el nombre de una de sus hermanas); esto resultó en que "Blanche" se convirtiera en su apodo.
En 1878, Charcot comenzó a tratar a pacientes como Wittman con hipnosis. También fue tratada con éter, cloroformo y nitrito de amilo con cierto éxito, aunque pronto mostró tolerancia al éter.  La electricidad estática de una máquina Ramsden se usó en 1879 para restaurar la sensibilidad en el lado derecho de su cuerpo. También fue objeto de experimentos de faradización en los que se utilizó electricidad para inducir movimientos musculares, a menudo para fotografía.
Charcot dio conferencias y demostraciones semanales con pacientes, incluido Wittman. A ellos asistían con frecuencia bailarines, actrices (incluida Sarah Bernhardt ) y otros artistas que deseaban ver la amplia gama de emociones que mostraba Wittman durante sus ataques. Aunque populares, fueron criticados por su talento para el espectáculo circense y sus insinuaciones sexuales; bajo hipnosis, se hizo que Wittman actuara teatralmente con un efecto cómico. Charcot también estuvo plagado de informes de que algunos pacientes fingían síntomas para llamar la atención y la fama. Estas afirmaciones fueron hechas en 1890 por el pasante Alfred Binet; después de la muerte de Charcot en 1893, su asistente Joseph Babinski rechazó la explicación neurológica de la histeria de Charcot. Según los informes, Wittman nunca tuvo ningún ataque después de la muerte de Charcot.  Sin embargo, afirmó en una entrevista de 1906 que sus síntomas eran reales y que no era posible engañar a Charcot con tal actuación.  
En El descubrimiento del inconsciente (1970), Henri Ellenberger afirma que Wittman también fue tratado por Jules Janet en el Hôtel-Dieu, donde surgió una personalidad alternativa bajo hipnosis. Ellenberger afirma que Janet mantuvo a Wittman en este estado de "Blanche II" durante varios meses, y que "Blanche II" estaba consciente incluso mientras "Blanche I" estaba inconsciente durante las manifestaciones de Charcot. Sin embargo, esta afirmación no se discutió en la entrevista de 1906.
Un estudio de 2017 de los síntomas de Wittman concluyó que probablemente sufría convulsiones psicógenas no epilépticas, aunque también eran posibles algunos elementos como la hipersensibilidad ovárica informada que puede haber estado relacionada con la histeria colectiva resultante de las condiciones en La Salpêtrière. 
Wittman regresó a La Salpêtrière el 11 de octubre de 1889, como asistente del fotógrafo Albert Londe, quien previamente había fotografiado a Wittman y a los demás pacientes.  Londe fue nombrado jefe del departamento de radiología al año siguiente. Todavía no se comprendían los efectos de la radiación en la salud; le amputaron los dos brazos de Wittman finalmente debido a un cáncer inducido por radiación.
Wittman murió en 1913 a la edad de 54 años.

## Representaciones

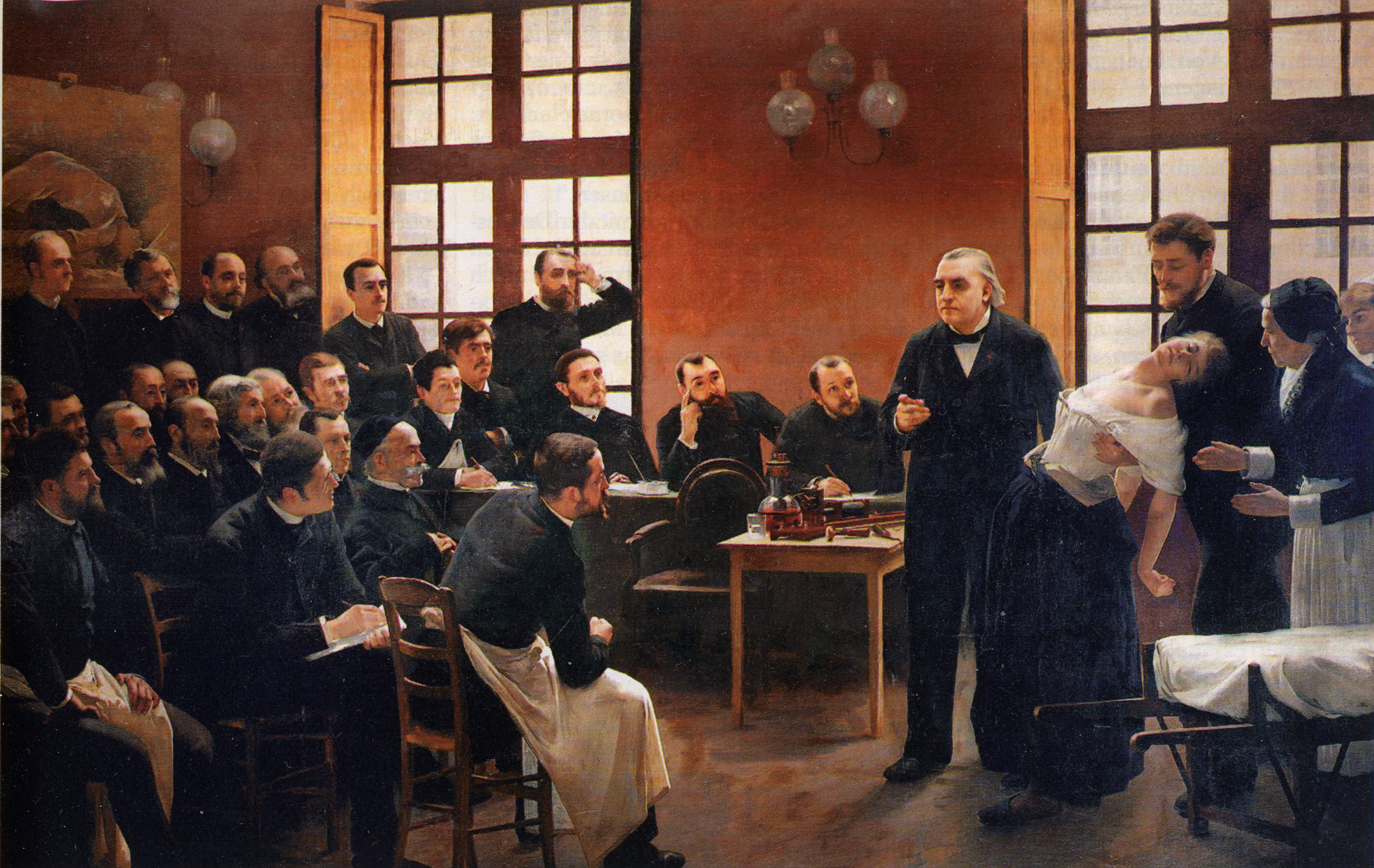
Wittman (en blanco) representado en Una lección clínica en la Salpêtrière

Wittman está representada en la pintura de André Brouillet de 1887 Una lección clínica en la Salpêtrière, donde se la utiliza en una demostración durante una de las conferencias semanales de Charcot. Esta representación la convirtió en "un modelo de histeria en ese momento". La pintura generalmente se interpreta como que muestra a Wittman sufriendo un ataque de histeria mientras está bajo hipnosis. Sin embargo, un artículo de 2020 argumenta que el aparato visible junto a Charcot es un dispositivo de inducción du Bois-Reymond y que, por lo tanto, la pintura representa a Wittman en letargo hipnótico, con Charcot induciendo eléctricamente la expresión "extática" en su rostro.
La novela de 2004 de Per Olov Enquist (El libro sobre Blanche y Marie) toma la forma de supuestos diarios perdidos de Wittman. La novela se toma considerables libertades históricas: se retrata a Wittman en una relación sexual con Charcot, y luego se convierte en asistente y confidente de Marie Curie. La novela fue bien recibida; se elogió su uso de las investigaciones de Curie sobre la radiación como metáfora de la experiencia humana. Sin embargo, una carta de 2007 publicada en The Lancet criticó la novela por "calumniar a un paciente desafortunado y dos íconos de la ciencia", incluida la invención de la relación entre Charcot y Wittman.